# Grupo dos 15
O Grupo dos 15 (G15), oficialmente Grupo de Consulta e Cooperação Sul-Sul, foi estabelecido na nona reunião de cúpula do movimento dos Não-Alinhados em Belgrado, Iugoslávia em setembro de 1989. Foi proposta a cooperação e a entrada para outros grupos internacionais, tais como a Organização Mundial de Comércio (OMC) e o grupo das oito nações ricas e industrializadas (G8). É composto dos países da América do Norte, da América do Sul, da África, e da Ásia com um objetivo em comum, o crescimento e a prosperidade. O G15 focaliza na cooperação entre países nas áreas de investimento, de comércio, e de tecnologia. A sociedade do G15 expandiu a 18 países, mas o nome permaneceu o mesmo. Os países do acordo são: Argélia, Argentina, Brasil, Chile, Egito, Índia, Indonésia, Irã, Jamaica, Quênia, Nigéria, Malásia, México, Peru, Senegal, Sri Lanka, Venezuela e Zimbabwe. O Irã entrou para o G15 na reunião de cúpula dos Não-Alinhados de 2006 em Havana.

## História
O Grupo dos 15 (G-15) foi formado em 1989 como uma associação de países, que juntos, poderiam desempenhar um papel influente no cenário do terceiro mundo durante as nove cúpulas não alinhadas realizadas em Belgrado. Os principais objetivos por trás da formação deste grupo foram fortalecer o espírito de cooperação entre os principais países em desenvolvimento do mundo e trabalhar para uma ponte para os então países industrializados do G-7. Os membros fundadores desse grupo foram Argentina, Brasil, Jamaica, México, Peru,e Venezuela (das Américas); Egito, Argélia, Senegal, Nigéria e Zimbábue (do continente africano) e; Índia, Malásia e Indonésia (da Ásia) e a Yugoslávia (único representante europeu). Em 1997, o Quênia se juntou ao grupo, durante a 7ª Cúpula e dois anos depois, o Sri Lanka também o fez, durante a 9ª Cúpula. Durante a 10ª Cúpula, o Irã foi aceito, assim como a Colômbia, contúdo o país latino-americano optou por não aderir-se ao grupo, enquanto que o Irã aceitou, participanto do grupo a partir da 11ª Cúpula. O Chile também se juntou ao grupo. Alguns membros fundadores deixaram a associação, sendo eles o Peru e a Iugoslávia, o último se deu pelo fato de o país ter deixado de existir.

## Países-membros
| Região    | Membro            | Líder                | Líder                       |
| --------- | ----------------- | -------------------- | --------------------------- |
| África    | Argélia           | Presidente           | Abdelmadjid Tebboune        |
| África    | Egito             | Presidente           | Abdul Fatah Khalil Al-Sisi  |
| África    | Nigéria           | Presidente           | Bola Tinubu                 |
| África    | Quénia            | Presidente           | William Ruto                |
| África    | Senegal           | Presidente           | Bassirou Diomaye            |
| África    | Zimbabwe          | Presidente           | Emmerson Mnangagwa          |
| América   | Argentina         | Presidente           | Javier Milei                |
| América   | Brasil            | Presidente           | Luiz Inácio Lula da Silva   |
| América   | Chile             | Presidente           | Gabriel Boric               |
| América   | México            | Presidente           | Andrés Manuel López Obrador |
| América   | Venezuela         | Presidente           | Nicolás Maduro              |
| Ásia      |                   |                      |                             |
| Indonésia | Presidente        | Joko Widodo          |                             |
| Irã       | Líder Supremo     | Aiatolá Ali Khamenei |                             |
| Malásia   | Primeiro-ministro | Anwar Ibrahimd       |                             |
| Sri Lanka | Presidente        | Ranil Wickremesinghe |                             |

## Cúpulas do G15
|     | Data                    | País anfitrião | Líder anfitrião      | Cidade       |
| --- | ----------------------- | -------------- | -------------------- | ------------ |
| 1ª  | 1 de Junho de 1990      | Malásia        | Mahathir bin Mohamad | Kuala Lumpur |
| 2ª  | 27 de Novembro de 1991  | Venezuela      | Hugo Chávez          | Caracas      |
| 3ª  | 21 de Novembro de 1992  | Senegal        | Abdou Diouf          | Dakar        |
| 4ª  | 28 de Março de 1994     | Índia          | P. V. Narasimha Rao  | Nova Delhi   |
| 5ª  | 5 de Novembro de 1995   | Argentina      | Carlos Menem         | Buenos Aires |
| 6ª  | 3 de Novembro de 1996   | Zimbabwe       | Robert Mugabe        | Harare       |
| 7ª  | 28 de Outubro de 1997   | Malásia        | Mahathir bin Mohamad | Kuala Lumpur |
| 8ª  | 11 de Maio de 1998      | Egito          | Hosni Mubarak        | Cairo        |
| 9ª  | 10 de Fevereiro de 1999 | Jamaica        | P. J. Patterson      | Montego Bay  |
| 10ª | 19 de Junho de 2000     | Egito          | Hosni Mubarak        | Cairo        |
| 11ª | 30 de Maio de 2001      | Indonésia      | Abdurrahman Wahid    | Jacarta      |
| 12ª | 27 de Fevereiro de 2004 | Venezuela      | Hugo Chávez          | Caracas      |
| 13ª | 14 de Setembro de 2006  | Cuba           | Raúl Castro          | Havana       |
| 14ª | 17 de Maio de 2010      | Irã            | Mahmoud Ahmadinejad  | Teerã        |
| 15ª | 24 de Abril de 2012     | Sri Lanka      | Mahinda Rajapaksa    | Colombo      |

## 14.ª cúpula do G15
A 14.ª Cúpula do G15 realizou-se no dia 17 de maio de 2010 na capital iraniana, Teerã. O evento acontece em um momento delicado da política externa iraniana, já que o país se defende de acusações a respeito do seu programa nuclear. Para evitar mais sanções do Conselho de Segurança da ONU, o governo iraniano concordou em fazer o enriquecimento de urânio no exterior, depois de negociações com o Brasil e a Turquia.